# Oncocnemis hayesi
Oncocnemis hayesi là một loài bướm đêm trong họ Noctuidae.